# Octodontidae
Famille
Les Octodontidés (Octodontidae) forment une famille de rongeurs d'Amérique du Sud. On trouve ces petits animaux aux allures de petits rats en Amérique du Sud, dans les zones rocheuses situées entre le niveau de la mer et 3 500 m d'altitude, au Pérou, Bolivie, Chili et Argentine.

## Liste des genres
Selon Mammal Species of the World (version 3, 2005)  (8 avril 2013) et ITIS (8 avril 2013) :
- genre Aconaemys Ameghino, 1891 - des « rats des rochers »
- genre Octodon Bennett, 1832 - les dègues ou octodons
- genre Octodontomys Palmer, 1903 - le chozchoz
- genre Octomys Thomas, 1920 - une seule espèce
- genre Pipanacoctomys Mares, Braun, Barquez & Diaz, 2000 - une seule espèce
- genre Salinoctomys Mares, Braun, Barquez & Diaz, 2000 - une seule espèce
- genre Spalacopus Wagler, 1832 - le coruro
- genre Tympanoctomys Yepes, 1941 - le Rat-viscache roux d'Argentine

Selon Paleobiology Database (8 avril 2013) :
- genre Chasicomys
- genre Dactylomys
- genre Eoctodon
- genre Eucoelophorus
- genre Isothrix
- genre Mesomys
- genre Migraveramus
- genre Neophanomys
- sous-famille Octodontinae
- genre Palaeoctodon
- genre Phthoramys
- genre Phtoramys
- genre Pithanotomys
- genre Platypittamys
- genre Praectenomys
- genre Proechimys
- genre Pseudoplataeomys
- genre Xenodontomys

## Caractères communs
Les octodontidés mesurent moins de 20 cm sans la queue et ne pèsent pas plus de 300g. Leur queue, qui se casse facilement pour échapper aux prédateurs, est couverte de poils courts qui sont plus longs vers l'extrémité. Elle est plus courte chez les espèces fouisseuses.
Ils ont une tête assez grosse avec des longues vibrisses, un museau pointu et des oreilles arrondies de taille moyenne. Les pattes sont courtes avec 4 doigts à l'avant et 5 à l'arrière, des griffes et des poils rigides entre les doigts des pattes arrière.
Leur corps est généralement couvert de fourrure dense avec un sous-poil épais le plus souvent grisâtre sur le dessus et plus clair sous le ventre. Seule l'espèce Spalacopus cyanus est presque entièrement noire .